# Wirges
Wirges − miasto w Niemczech, w kraju związkowym Nadrenia-Palatynat, w powiecie Westerwald, siedziba gminy związkowej Wirges.